# Mary Eucharia Ryan
Pour les articles homonymes, voir Ryan.
Mère Mary Eucharia Ryan (7 octobre 1860 - 1er mai 1929) est une sœur de Loreto irlandaise et une pionnière de l'enseignement supérieur féminin.

## Biographie
Mary Eucharia Ryan est baptisée Elizabeth Ryan à l'église Templemain, comté de Leitrim le 7 octobre 1860. Ses parents, tous deux pédagogues originaires du comté de Tipperary, sont Laurence et Mary Ryan. Le 7 novembre 1878, Ryan entre au noviciat de l'abbaye de Loreto à Rathfarnham dans le comté de Dublin, professant sous le nom de Mary Eucharia le 11 mai 1881. Lorsqu'elle entre au couvent, il a été noté qu'elle connait l'anglais, le latin et le français. Les sœurs de Lorette décident de proposer des cours universitaires aux femmes catholiques au Loreto College, St Stephen's Green en 1894, afin de permettre à ces étudiantes de passer les examens d'arts de la Royal University of Ireland ainsi que des internats. Ryan enseigne les classiques et la philosophie à ces étudiantes, tout en encourageant les étudiantes à étudier à l'étranger en utilisant ses contacts avec des religieuses en Europe. Pendant son séjour comme supérieure au couvent de Loreto à Cambridge de 1901 à 1905, elle a des contacts avec les collèges féminins de l'université de Cambridge, Newnham et Girton,.
Après la création de l'Université nationale d'Irlande (NUI) en octobre 1909, Ryan demande l'approbation des cours de Loreto par le sénat de la NUI et pour la pleine reconnaissance du Loreto College par la NUI le 27 janvier 1910. Ces demandes sont approuvées en 1911 par le comité permanent épiscopal, mais refusées par le sénat NUI déclarant que la charte de l'université l'interdit. L'archevêque de Dublin, William Walsh, approuve l'acquisition de Loreto University Hall au 77 St Stephen's Green à Dublin, qui ouvre avec Ryan comme supérieure le 15 octobre 1911. Pendant une courte période, avec le soutien de Walsh, le cours d'arts de première année est reconnu par NUI jusqu'en novembre 1912. Après cela, Loreto Hall continue à être une auberge pour les étudiantes, le collège revenant à l'enseignement primaire et secondaire,.
Ryan est active au Hall et dans l'éducation des femmes jusqu'à sa mort le 1er mai 1929 au 77 St Stephen's Green. La bourse Loreto est fondée en son honneur et est décernée aux étudiantes entrant à University College Dublin avec la plus haute note en latin ou en grec dans leur certificat de sortie.